# أنطونيو بوساماي
أنطونيو بوساماي (5 أبريل 1929 - 27 أكتوبر 2018) أسقف برازيلي للروم الكاثوليك.
وُلِد بوساماي في البرازيل ورُسم للكهنوت عام 1957. خدم أسقفًا لأبرشية الروم الكاثوليك في جي بارانا، البرازيل من 1983 إلى 2007.